# 激走バトルキング
『激走バトルキング』（げきそうバトルキング）とは、1993年に「にっかつビデオフィーチャー」として公開されたオリジナルビデオ作品。
首都高速トライアルの亜流作品であり、こちらは「峠」を舞台にしている。

## あらすじ
愛車AE86で夜の峠を攻めていた、走り屋の涼一は、煽ってきたシルビアK'sとバトルになる。そして、K'sの姑息な技でスピンしてしまいバトルは敗北に終わった。
翌日、行き付けのカーショップで涼一は、次の愛車として180SXを入手する。最新車の走りに喜びを感じつつある最中、K'sのドライバー・英二と遭遇する。
バイト先で一目ぼれした女子大生・まりのを巻き込み、走り屋としてのプライドを賭け、涼一は英二とのバトルに挑む。

## キャスト
- 高場涼一：山本陽一

3度のメシより峠を愛する走り屋。普段はフリーターとして働き、稼ぎの大半を車に注ぎ込んでいる。AE86が愛車だったが、ステップアップとして180SXに乗り換える。
- 秋本まりの：久我陽子

涼一がバイト先で一目ぼれした女子大生。カフェ「ターニングポイント」でバイトをしている。
- 純：松下一矢

大学生。涼一の友人。女好きでナンパ好き。愛車はポルシェ・356のレプリカ
- 徳田：デビット伊東

涼一の行きつけのカーショップ「クロスロード」店長。
- 英二：加藤永二

ヒールな走り屋。	ストップランプ点灯で相手のブレーキミスを誘う技を使う。愛車はシルビアK's
- 雅美：伊藤麻衣子

カーショップ「クロスロード」のオーナーの跡取り娘。かつてはレディースの総長で、走りと武闘の腕は衰えていない。走りの足は日産・パルサーGTI(Rでは無い)
- 鹿内孝

涼一らの行き付けのカフェ「ターニングポイント」マスター。かつてはハコスカGT-Rに乗る走り屋。
- 柴崎：新井つねひろ

涼一の懇意のレッカー屋。
- 三浦綺音、田中正太郎　ほか

## スタッフ
- 監督：大久保直実
- 脚本：日暮裕一
- カースタント：タカハシレーシング[2]
- スペシャルコーディネイター：菊地聖志
- 撮影：戸澤潤一
- 音楽：坂本智直、保坂英美
- 音響効果：柴崎憲治（サウンドボックス）
- 編集・MA：映広
- 現像・テレシネ：東京現像所
- プロデュース：須藤穣、中澤和久
- 制作協力：ファイヴペニーズ